# Schloss Rixensart

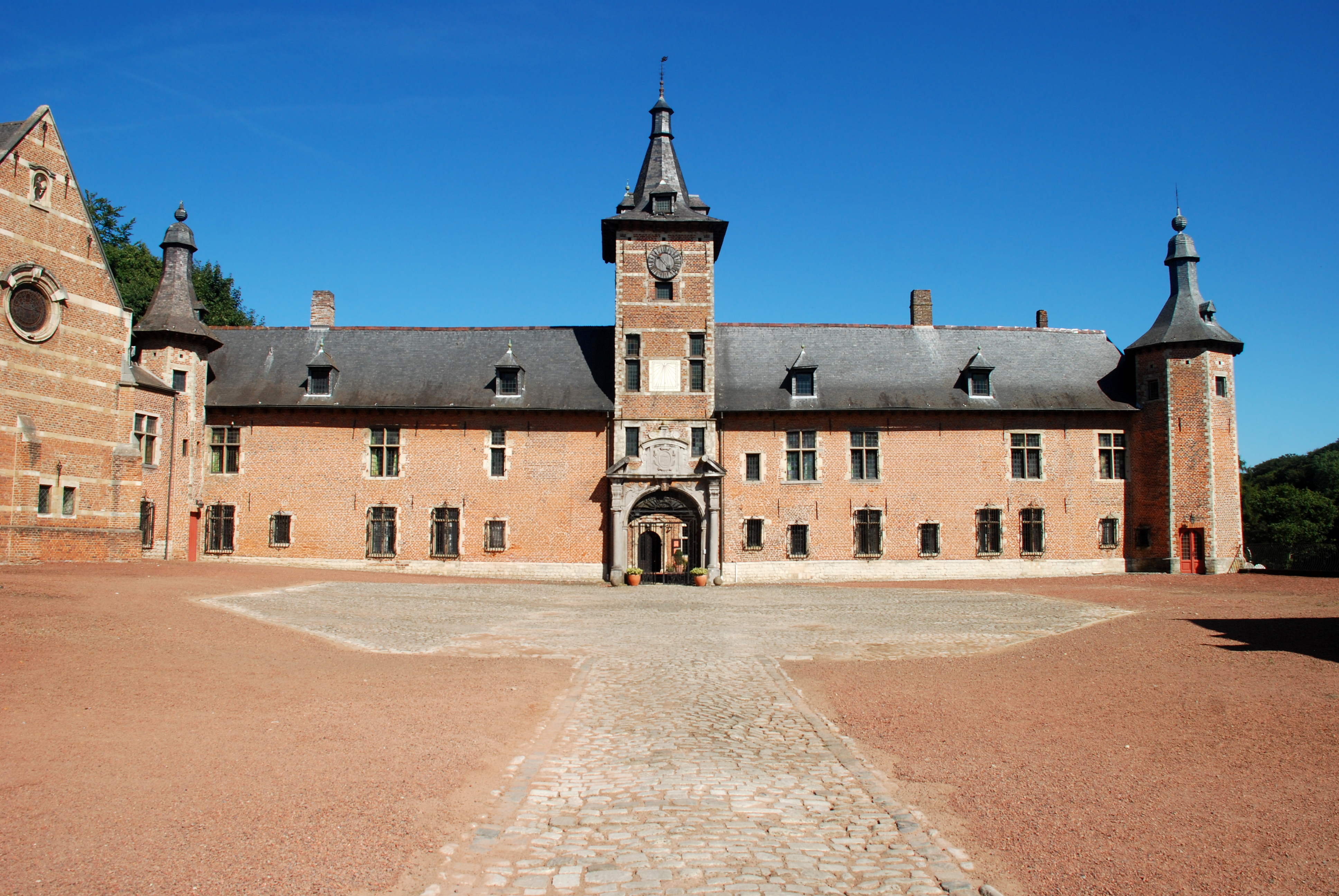
Schloss Rixensart – Hofansicht

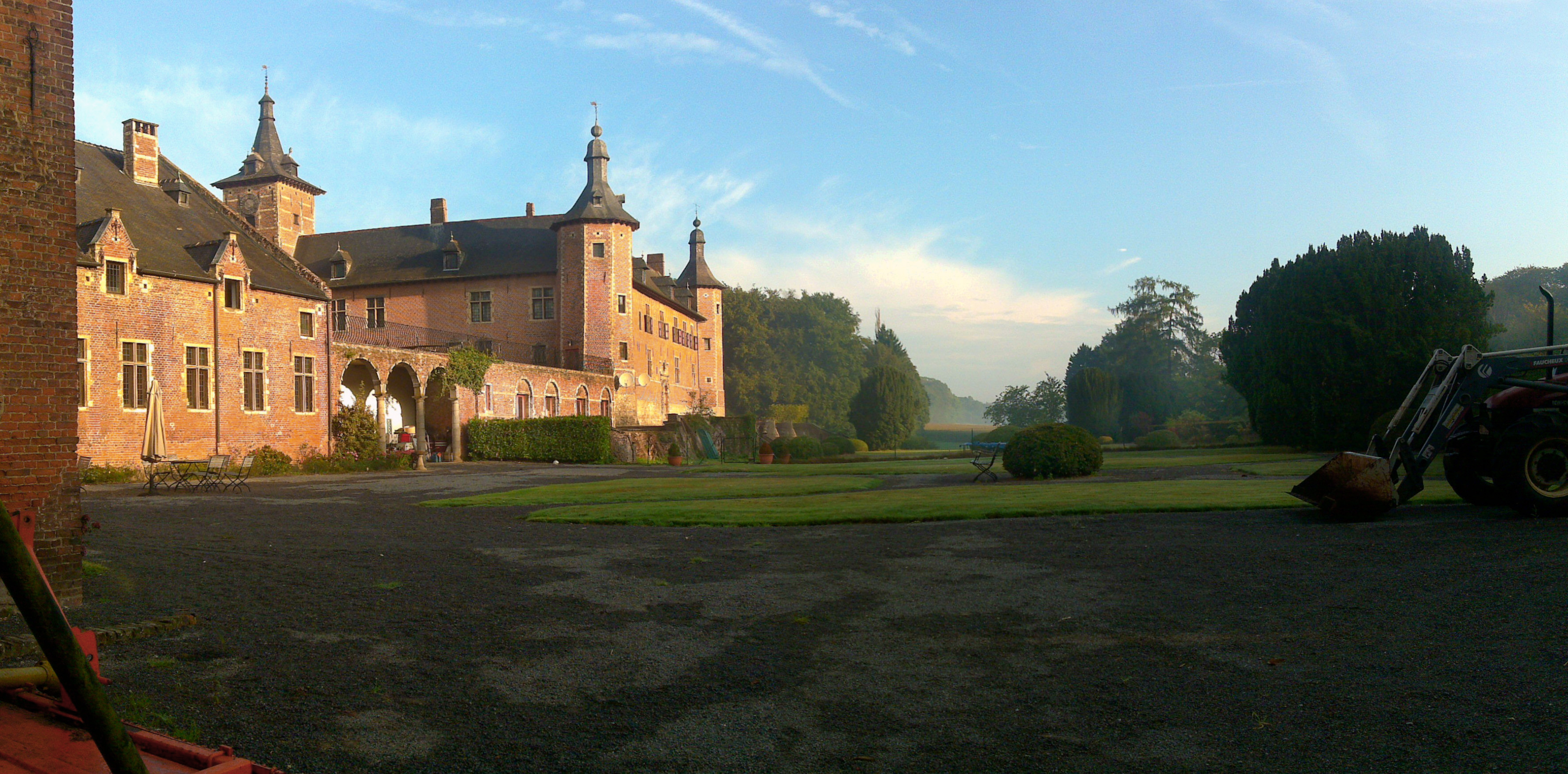
Blick auf Schloss und Park

Das Schloss Rixensart (französisch Château de Rixensart) ist ein Schloss in der gleichnamigen belgischen Gemeinde in der wallonischen Provinz Wallonisch-Brabant, südöstlich von Brüssel.
Das Schloss und seine Nebengebäude sind seit dem 15. Mai 1964 als Baudenkmal eingestuft.
Die Herrschaft Rixensart, wurde zuerst in 1217 erwähnt und gehörte zum Haus Limal, bevor sie im Jahre 1536 an die Familie Croy verkauft wurde.
Im Jahre 1586 verheiratete Charles de Grave, seine Tochter mit Philippe-Hippolyte de Spinola, Graf von Bruay, Grande von Spanien, und Gouverneur von Lille, Douai und Orchies. Es wird vermutet, dass das heutige Aussehen des Schlosses zu dieser Zeit vollendet wurde.
Das Anwesen ging im Jahre 1715 von der Gräfin von Bruay, Witwe von Philippe de Spinola in die Hände der Familie Merode über, die es seit dieser Zeit als Privatbesitz hält. Nach dem Tod von Prinz Henri de Merode wurde das Schloss 2018 von den Erben zum Verkauf angeboten, jedoch kurz darauf von seinem Neffen Charles-Louis Prinz von Merode übernommen, der zu diesem Zweck die Fondation Merode Rixensart gegründet hat. Es soll künftig für Hochzeiten und Events genutzt werden.
Die Idee zur Gestaltung des Gartens basiert auf einer Skizze von André Le Nôtre, dem Gartenarchitekt des französischen Königs Ludwig XIV., der die Gärten von Versailles gestaltet hatte.